# Crisis? What Crisis? Tour
Die Crisis? What Crisis? Tour war eine weltweite Konzerttournee der britischen Rockband Supertramp, die die Gruppe zur Unterstützung ihres 1975 veröffentlichten und namensgebenden Studioalbums Crisis? What Crisis? absolvierte.

## Hintergrund
Supertramp starteten ihre Crisis? What Crisis? Tour am 13. November 1975 in Bristol und beendeten sie am 22. Juni 1976 in Auckland. Neben Auftritten in Europa und Nordamerika markierte diese Tournee das erste und auch zugleich einzige Mal in Supertramps Konzertkarriere, dass sie Konzerte in Japan, Australien und Neuseeland gaben.
Obwohl das Album Crisis? What Crisis? den Erfolg des Vorgängeralbums Crime of the Century aufgrund fehlender Hitsingles nur bedingt wiederholen konnte, war die Tournee dennoch ein Erfolg. Vor allem in Kanada begannen Supertramp von da an in zunehmend größeren Konzerthallen zu spielen. Die positive Resonanz ihres Livepublikums sorgte bei den Bandmitgliedern für neue Kreativität beim Komponieren und das nächste Studioalbum Even in the Quietest Moments … erschien nur zehn Monate nach dem Abschluss dieser Tournee.

## Liveaufnahmen
Aus Mitschnitten dieser Tournee ging für lange Zeit kein Livealbum hervor. Erst im November 2001, ein Vierteljahrhundert nach Tourneeende, erschien in limitierter Auflage das Livealbum Is Everybody Listening?. Wie Supertramp-Saxophonist John Helliwell auf seiner offiziellen Website mitteilte, entstanden die Liveaufnahmen dafür nicht, wie in den Credits des Albums angegeben, am 7. März 1976 in Cleveland, sondern bereits bei den beiden Auftritten im Londoner Hammersmith Odeon am 8. und 9. Dezember 1975.

## Setlist

### Beispiel-Setlist
- School
- Bloody Well Right
- Hide in Your Shell
- Asylum
- Dreamer
- Rudy
- Easy Does It
- Sister Moonshine
- Ain’t Nobody But Me
- A Soapbox Opera
- Another Man’s Woman
- Lady
- Poor Boy
- Just a Normal Day
- The Meaning
- If Everyone Was Listening
- Two of Us
- Crime of the Century

## Tourdaten
| Nr.                  | Datum             | Stadt               | Land               | Veranstaltungsort                      | Veranstaltungsort |
| Leg 1 – Europa       | Leg 1 – Europa    | Leg 1 – Europa      | Leg 1 – Europa     | Leg 1 – Europa                         | Leg 1 – Europa    |
| -------------------- | ----------------- | ------------------- | ------------------ | -------------------------------------- | ----------------- |
| 1                    | 13. November 1975 | Bristol             | England            | Colston Hall                           |                   |
| 2                    | 14. November 1975 | Lancaster           | England            | University of Lancaster                |                   |
| 3                    | 15. November 1975 | Leeds               | England            | University of Leeds                    |                   |
| 4                    | 16. November 1975 | Croydon             | England            | Fairfield Halls                        |                   |
| 5                    | 17. November 1975 | Brighton            | England            | The Dome                               |                   |
| 6                    | 19. November 1975 | Bournemouth         | England            | Winter Gardens                         |                   |
| 7                    | 20. November 1975 | Portsmouth          | England            | Guildhall                              |                   |
| 8                    | 22. November 1975 | Newcastle upon Tyne | England            | City Hall                              |                   |
| 9                    | 23. November 1975 | Edinburgh           | Schottland         | Usher Hall                             |                   |
| 10                   | 24. November 1975 | Glasgow             | Schottland         | Apollo Theatre                         |                   |
| 11                   | 25. November 1975 | Dundee              | Schottland         | Caird Hall                             |                   |
| 12                   | 28. November 1975 | Cardiff             | Wales              | Capitol Theatre                        |                   |
| 13                   | 29. November 1975 | Birmingham          | England            | Odeon Theatre                          |                   |
| 14                   | 30. November 1975 | Manchester          | England            | Palace Theatre                         |                   |
| 15                   | 1. Dezember 1975  | Leicester           | England            | De Montfort Hall                       |                   |
| 16                   | 2. Dezember 1975  | Stoke-on-Trent      | England            | Victoria Hall                          |                   |
| 17                   | 4. Dezember 1975  | Sheffield           | England            | City Hall                              |                   |
| 18                   | 5. Dezember 1975  | Coventry            | England            | Coventry Theatre                       |                   |
| 19                   | 6. Dezember 1975  | London              | England            | Hammersmith Odeon                      |                   |
| 20                   | 7. Dezember 1975  | London              | England            | Hammersmith Odeon                      |                   |
| 21                   | 9. Dezember 1975  | Kingston upon Hull  | England            | ABC Regal                              |                   |
| 22                   | 11. Dezember 1975 | Preston             | England            | Guild Hall                             |                   |
| 23                   | 12. Dezember 1975 | Liverpool           | England            | Empire Theatre                         |                   |
| 24                   | 13. Dezember 1975 | Ipswich             | England            | Gaumont Theatre                        |                   |
| 25                   | 14. Dezember 1975 | Great Yarmouth      | England            | ABC Theatre                            |                   |
| 26                   | 16. Dezember 1975 | Plymouth            | England            | ABC Theatre                            |                   |
| 27                   | 17. Dezember 1975 | Torquay             | England            | Festival Hall                          |                   |
| 28                   | 18. Dezember 1975 | Swansea             | Wales              | Brangwyn Hall                          |                   |
| 29                   | 19. Dezember 1975 | Southampton         | England            | Gaumont Theatre                        |                   |
| 30                   | 20. Dezember 1975 | Southend-on-Sea     | England            | Kursaal                                |                   |
| Leg 2 – Europa       |                   |                     |                    |                                        |                   |
| 31                   | 3. Januar 1976    | Basel               | Schweiz            | Sporthalle                             |                   |
| 32                   | 5. Januar 1976    | Luxemburg           | Luxemburg          | Grand Théâtre de la Ville              |                   |
| 33                   | 7. Januar 1976    | Hasselt             | Belgien            | KC België                              |                   |
| 34                   | 9. Januar 1976    | Harelbeke           | Belgien            | Ontmoetingscentrum                     |                   |
| 35                   | 10. Januar 1976   | Brüssel             | Belgien            | Ancienne Belgique                      |                   |
| 36                   | 11. Januar 1976   | Heerlen             | Niederlande        | Stadsschouwburg                        |                   |
| 37                   | 12. Januar 1976   | Amsterdam           | Niederlande        | Concertgebouw                          |                   |
| 38                   | 13. Januar 1976   | Groningen           | Niederlande        | Evenementenhal                         |                   |
| 39                   | 15. Januar 1976   | Mannheim            | Deutschland        | Rosengarten                            |                   |
| 40                   | 17. Januar 1976   | Amsterdam           | Niederlande        | RAI Congrescentrum                     |                   |
| 41                   | 19. Januar 1976   | Berlin              | Deutschland        | Konzertsaal der Hochschule der Künste  |                   |
| 42                   | 21. Januar 1976   | München             | Deutschland        | Theater an der Brienner Straße         |                   |
| 43                   | 23. Januar 1976   | Hamburg             | Deutschland        | CCH                                    |                   |
| 44                   | 24. Januar 1976   | Hannover            | Deutschland        | Niedersachsenhalle                     |                   |
| 45                   | 27. Januar 1976   | Kopenhagen          | Danemark           | Tivoli                                 |                   |
| 46                   | 29. Januar 1976   | Lund                | Schweden           | Olympen                                |                   |
| 47                   | 31. Januar 1976   | Oslo                | Norwegen           | Konserthus                             |                   |
| 48                   | 1. Februar 1976   | Stockholm           | Schweden           | Konserthuset                           |                   |
| 49                   | 5. Februar 1976   | London              | England            | Royal Albert Hall                      |                   |
| Leg 3 – Nordamerika  |                   |                     |                    |                                        |                   |
| 50                   | 20. Februar 1976  | Allentown           | Vereinigte Staaten | Agricultural Hall                      |                   |
| 51                   | 21. Februar 1976  | Buffalo             | Vereinigte Staaten | Kleinhans Music Hall                   |                   |
| 52                   | 22. Februar 1976  | Buffalo             | Vereinigte Staaten | Kleinhans Music Hall                   |                   |
| 53                   | 24. Februar 1976  | London              | Kanada             | London Arena                           |                   |
| 54                   | 25. Februar 1976  | Hamilton            | Kanada             | Place Theatre                          |                   |
| 55                   | 26. Februar 1976  | Montréal            | Kanada             | Forum                                  |                   |
| 56                   | 27. Februar 1976  | Quebec City         | Kanada             | Centre Municipal des Congrès           |                   |
| 57                   | 29. Februar 1976  | Moncton             | Kanada             | Coliseum                               |                   |
| 58                   | 1. März 1976      | Halifax             | Kanada             | Forum                                  |                   |
| 59                   | 3. März 1976      | Santa Monica        | Vereinigte Staaten | Civic Auditorium                       |                   |
| 60                   | 4. März 1976      | Burlington          | Vereinigte Staaten | Memorial Auditorium                    |                   |
| 61                   | 5. März 1976      | Boston              | Vereinigte Staaten | Orpheum Theatre                        |                   |
| 62                   | 6. März 1976      | Upper Darby         | Vereinigte Staaten | Tower Theatre                          |                   |
| 63                   | 7. März 1976      | Cleveland           | Vereinigte Staaten | Music Hall                             |                   |
| 64                   | 9. März 1976      | Madison             | Vereinigte Staaten | Dane County Veterans Memorial Coliseum |                   |
| 65                   | 10. März 1976     | Indianapolis        | Vereinigte Staaten | Rivoli Theatre                         |                   |
| 66                   | 11. März 1976     | St. Louis           | Vereinigte Staaten | Ambassador Theatre                     |                   |
| 67                   | 12. März 1976     | Chicago             | Vereinigte Staaten | Riviera Theatre                        |                   |
| 68                   | 13. März 1976     | Milwaukee           | Vereinigte Staaten | Oriental Theatre                       |                   |
| 69                   | 14. März 1976     | Milwaukee           | Vereinigte Staaten | Oriental Theatre                       |                   |
| 70                   | 16. März 1976     | Winnipeg            | Kanada             | Pantages Playhouse Theatre             |                   |
| 71                   | 19. März 1976     | Seattle             | Vereinigte Staaten | Center Coliseum                        |                   |
| 72                   | 20. März 1976     | Portland            | Vereinigte Staaten | Paramount Theatre                      |                   |
| 73                   | 21. März 1976     | Spokane             | Vereinigte Staaten | Coliseum                               |                   |
| 74                   | 23. März 1976     | Regina              | Kanada             | Saskatchewan Centre of the Arts        |                   |
| 75                   | 24. März 1976     | Saskatoon           | Kanada             | Centennial Auditorium                  |                   |
| 76                   | 25. März 1976     | Edmonton            | Kanada             | Northern Alberta Jubilee Auditorium    |                   |
| 77                   | 26. März 1976     | Calgary             | Kanada             | Southern Alberta Jubilee Auditorium    |                   |
| 78                   | 28. März 1976     | Vancouver           | Kanada             | Queen Elizabeth Theatre                | 2 shows           |
| 79                   | 28. März 1976     | Vancouver           | Kanada             | Queen Elizabeth Theatre                | 2 shows           |
| 80                   | 31. März 1976     | Santa Monica        | Vereinigte Staaten | Civic Auditorium                       |                   |
| 81                   | 1. April 1976     | Santa Monica        | Vereinigte Staaten | Civic Auditorium                       |                   |
| 82                   | 2. April 1976     | Fresno              | Vereinigte Staaten | Warnors Theatre                        |                   |
| 83                   | 3. April 1976     | Fresno              | Vereinigte Staaten | Warnors Theatre                        |                   |
| 84                   | 9. April 1976     | Berkeley            | Vereinigte Staaten | Zellerbach Hall                        |                   |
| 85                   | 10. April 1976    | Portland            | Vereinigte Staaten | Paramount Theatre                      |                   |
| 86                   | 11. April 1976    | Spokane             | Vereinigte Staaten | Convention Center                      |                   |
| 87                   | 14. April 1976    | Denver              | Vereinigte Staaten | Regis College Fieldhouse               |                   |
| 88                   | 16. April 1976    | St. Louis           | Vereinigte Staaten | Ambassador Theatre                     |                   |
| 89                   | 17. April 1976    | Kansas City         | Vereinigte Staaten | Memorial Hall                          |                   |
| 90                   | 19. April 1976    | Chicago             | Vereinigte Staaten | Riviera Theatre                        |                   |
| 91                   | 20. April 1976    | Toronto             | Kanada             | Maple Leaf Gardens                     |                   |
| 92                   | 21. April 1976    | Ottawa              | Kanada             | Civic Centre                           |                   |
| 93                   | 23. April 1976    | New York City       | Vereinigte Staaten | Beacon Theatre                         |                   |
| 94                   | 25. April 1976    | Washington, D.C.    | Vereinigte Staaten | Warner Theatre                         |                   |
| 95                   | 28. April 1976    | Trenton             | Vereinigte Staaten | War Memorial                           |                   |
| 96                   | 29. April 1976    | Virginia Beach      | Vereinigte Staaten | Alan B. Shepard Civic Center           |                   |
| 97                   | 30. April 1976    | Los Angeles         | Vereinigte Staaten | Orpheum Theatre                        |                   |
| Leg 4 – Australasien |                   |                     |                    |                                        |                   |
| 98                   | 28. Mai 1976      | Tokio               | Japan              | Nakano Sun Plaza                       |                   |
| 99                   | 29. Mai 1976      | Tokio               | Japan              | NHK Hall                               |                   |
| 100                  | 4. Juni 1976      | Adelaide            | Australien         | Apollo Stadium                         |                   |
| 101                  | 6. Juni 1976      | Melbourne           | Australien         | Festival Hall                          |                   |
| 102                  | 7. Juni 1976      | Melbourne           | Australien         | Festival Hall                          |                   |
| 103                  | 9. Juni 1976      | Sydney              | Australien         | Hordern Pavilion                       |                   |
| 104                  | 10. Juni 1976     | Sydney              | Australien         | Hordern Pavilion                       |                   |
| 105                  | 11. Juni 1976     | Sydney              | Australien         | Hordern Pavilion                       |                   |
| 106                  | 12. Juni 1976     | Newcastle           | Australien         | Civic Theatre                          |                   |
| 107                  | 14. Juni 1976     | Brisbane            | Australien         | Festival Hall                          |                   |
| 108                  | 15. Juni 1976     | Brisbane            | Australien         | Festival Hall                          |                   |
| 109                  | 18. Juni 1976     | Sydney              | Australien         | Hordern Pavilion                       |                   |
| 110                  | 22. Juni 1976     | Auckland            | Neuseeland         | Town Hall                              |                   |

## Band
- Rick Davies: Gesang, Klavier, Keyboards, Mundharmonika
- Roger Hodgson: Gesang, Gitarre, Keyboards, elektrisches Klavier
- John Helliwell: Saxophon, Klarinette, zusätzliche Keyboards, Gesang
- Dougie Thomson: Bass, Hintergrundgesang
- Bob Siebenberg: Schlagzeug